# Leggi Fondamentali di Israele

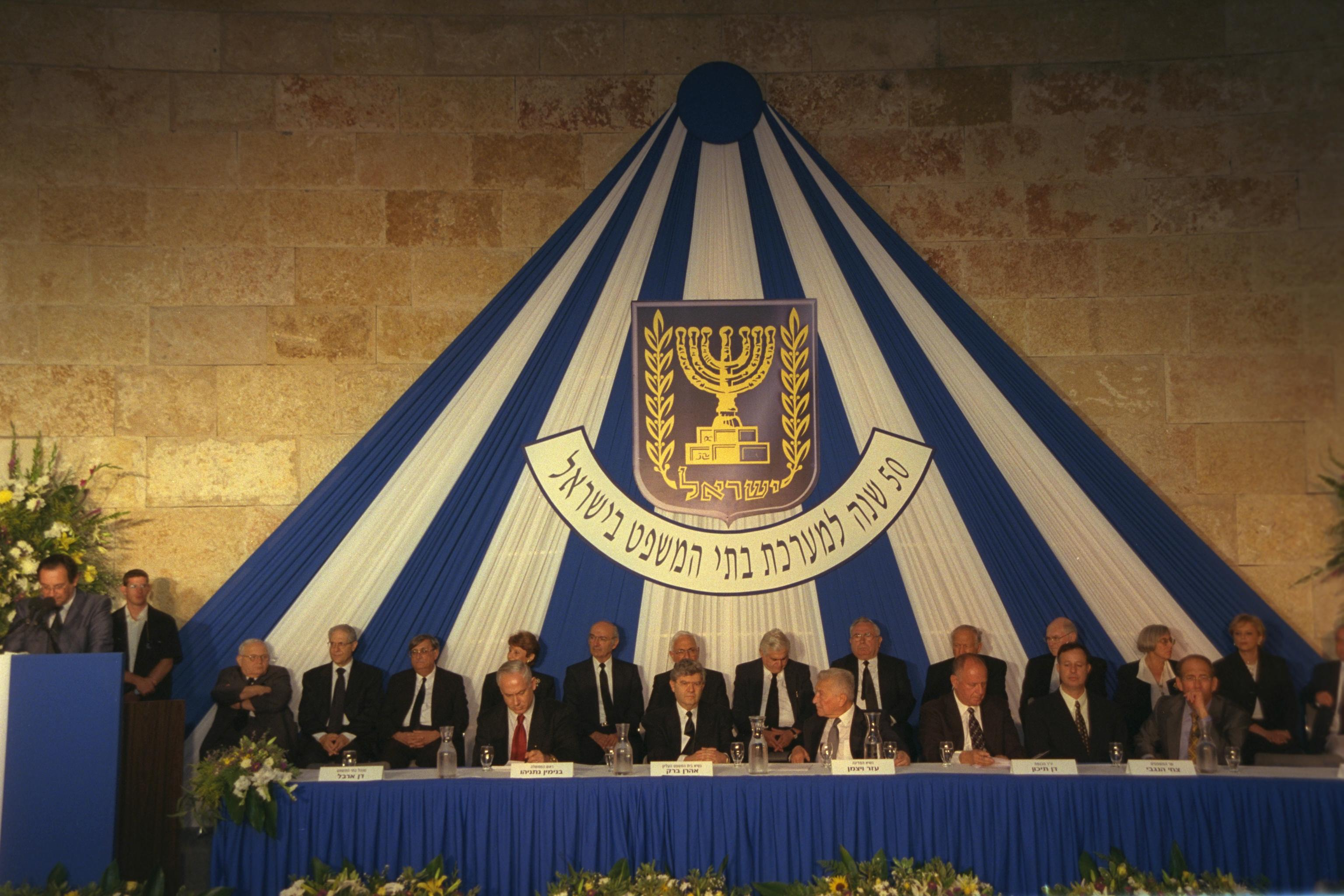
Celebrazione del 50º anniversario dall’istituzione della Corte suprema di Israele, il massimo organo giudiziario del paese, responsabile anche del controllo di legittimità costituzionale.

Le Leggi Fondamentali di Israele (in ebraico חוקי היסוד‎?, Ḥukey HaYesod) sono una raccolta costituzionale di quattordici leggi giuridicamente fondamentali che, insieme, determinano la struttura ed il vertice dell'ordinamento giuridico israeliano ed  i relativi princìpi, essendo l’ordinamento del paese non dotato di una costituzione codificata in senso proprio.
In generale, tuttavia, regolando il funzionamento intrinseco dello Stato, alcune di queste possono essere modificate solo con un voto a maggioranza qualificata nella Knesset (con requisiti diversi per diverse leggi e sezioni fondamentali). Molte sono basate sulla forma di governo e sulle libertà individuali delineate nella Dichiarazione d'indipendenza israeliana e, spesso, sono state integrate dalla Corte suprema di Israele tramite i precedenti, nel quadro di un sistema misto con caratteristiche di common law. Tra queste, spicca la “Legge Fondamentale: Dignità umana e Libertà”, la quale, godendo di uno status super-legale rafforzato (c.d. “Clausola di limitazione”), consente di nullificare ogni legge che la contraddica (salvo per una legge appropriata ai valori dello Stato e limitata negli effetti), nonché assicura protezioni contro le disposizioni emanate durante uno stato di emergenza.
Degno di nota è anche il fatto che le leggi fondamentali non coprono chiaramente tutte le questioni costituzionali e non c'è una scadenza fissata per il completamento del processo di fusione, né una regola chiara che determini la gerarchia delle fonti della legislazione fondamentale sulla legislazione ordinaria, lasciando dunque, in molti casi, tali questioni all'interpretazione del sistema giudiziario.
Originariamente previste come bozze di capitoli di una futura costituzione israeliana in senso proprio, l’assenza di un consenso in seno ai legislatori (anche per via di questioni più rilevanti come la guerra arabo-israeliana del 1948 e la diffidenza del socialista David Ben-Gurion, fondatore ideale del paese) fece sì che tale progetto fosse prima rinviato al 1950 e poi sine die, agendo quest’ultime come una costituzione "de facto" fino alla loro futura incorporazione in una costituzione formale, unitaria e scritta.

## Storia

### L’Assemblea costituente e l’Ordine del giorno Harari

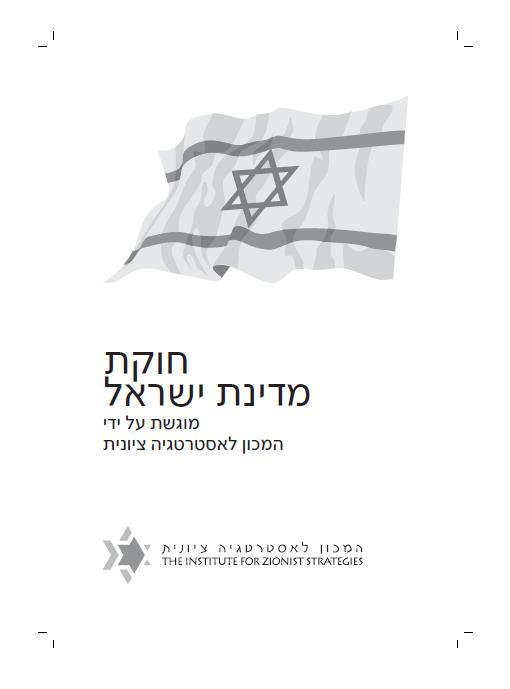
Pagina di copertina per la bozza della Costituzione israeliana proposta dall' “Istituto per le strategie sioniste”.

Sin dalla sua nascita, sebbene la Dichiarazione d'indipendenza del 14 maggio 1948 prevedesse un'assemblea costituente che avrebbe dovuto preparare una costituzione entro il 1º ottobre 1948, lo Stato di Israele ha avuto una costituzione non codificata. Ciò fu dovuto principalmente alla conformazione dell’ Assemblea Costituente Israeliana (emersa dalle elezioni del 1949 e successivamente meglio nota come “Prima Knesset”), che, spesso fonte di forti conflittualità, approvò alla fine di un lungo dibattito l'Ordine del giorno Harari (in ebraico הַחְלָטַת הֲרָרִי‎?), in data 13 giugno 1950, proprio dirimere provvisoriamente le controversie sorte sulla questione.
Per sopperire a tale mancanza, tuttavia, l’Assemblea ha presto dovuto emanare diverse leggi che si occupassero degli aspetti basilari di una democrazia parlamentare e dei diritti umani, venendo poi riconosciute come strumentalmente fondamentali, ai fini dell’organizzazione istituzionale, dal Primo presidente della Corte Suprema israeliana Aharon Barak e, conseguentemente, dai suoi successori, influenzando la determinazione dell’ordinamento in quanto commistione di diritto ebraico, common law e altre fonti, mancando per l’appunto il documento scritto.
Alla fine di tale processo, poiché persistettero i dissidi, si decise di rimettere la risoluzione della materia al successivo organo legislativo emerso dalle Leggi fondamentali e, per questo, il 16 febbraio 1949 l’Assemblea adottò una legge di transizione per trasformarsi nella moderna Knesset e riservare, senza scadenze, alle successive legislature tale potere.

### La "Rivoluzione costituzionale" e lo sviluppo del controllo giudiziario

#### La costituzione israeliana prima del 1992
In tale contesto, tra il 1958 e il 1988, la Knesset passò nove leggi fondamentali, tutte riguardanti le istituzioni dello stato: rilevante, qui, è come il potere di controllo di legittimità costituzionale, che tecnicamente sarebbe dovuto esistere essendo la legislazione di due tipologie differenti, non sia stato affrontato nella “Legge fondamentale: La Magistratura”, o altrove nelle leggi fondamentali di Israele fino a quel momento, bensì fu, in alcuni casi, rigettato dalla suprema corte, mentre in altri accettato, sebbene solo in alcune circostanze procedurali (come una modifica non attuata a maggioranza assoluta).

#### La rivoluzione costituzionale del 1992-1995
Nel 1992, alla fine, la Knesset approvò le prime due leggi fondamentali relative ai diritti umani e all’ordinamento dei poteri di controllo recentemente desunti dalla Corte Suprema.
Questi aggiornamenti furono definiti dal giudice Aharon Barak, come l’avvio di una “rivoluzione costituzionale” in Israele, determinando che, per emendare la raccolta, fosse necessario, paradossalmente, che la Knesset dichiarasse la sua “intenzione di voler violare la legge vigente”, lasciando così alla corte “interpretare e "[dare] contenuto a" quelle leggi”, ammettendo così il definitivo potere di sindacarle, insieme chiaramente alla legislazione ordinaria, poiché comunque parte dell’ordinamento vigente.
Il ragionamento principale della Corte, in tal senso, fu che la Knesset avesse due ruoli distinti all'interno dello stato israeliano a seconda del tipo di legislazione che stesse promulgando: in altre parole, oltre alla sua posizione di ramo legislativo, che occupa quando si tratta di legislazione ordinaria, la Knesset agisce come un'assemblea costituente autorizzata a scrivere una costituzione formale per Israele quando approva le Leggi Fondamentali, derivando questa autorità dal sopracitato Ordine del giorno Harari della Prima Knesset di rimettere il compito di scrivere la costituzione all’ideale “Seconda Knesset”, marcando così un allontanamento dal common law e frenando significativamente la supremazia parlamentare, di eredità britannica, della Knesset, convertendo, secondo alcuni studiosi costituzionali israeliani, la costituzione israeliana da una costituzione non codificata a una costituzione formale e scritta, anche se incompleta.

## Procedura di emendamento
Vista la natura non codificata, la Knesset potenzialmente può approvare qualsiasi legge a maggioranza semplice, anche una che potrebbe probabilmente essere in conflitto con le Leggi Fondamentali di Israele, a meno che la legge da emendare non abbia quorum specifici per la sua modifica.
Alcune Leggi Fondamentali che includono condizioni specifiche sono:
- La “Legge fondamentale: La Knesset”, la quale, all’Art. 4, ossia sul sistema elettorale, prevede la modifica di quest’ultimo solo a maggioranza di 61 dei 120 membri della Knesset, e all’Art. 44, ossia quello che impedisce la modifica della legge con una legislazione di emergenza, prevede la modifica solo a maggioranza di 80 membri.
- In via generica, invece, la maggioranza dei membri della Knesset può modificare le leggi fondamentali sul governo e sulla libertà di occupazione.[18]

## Lista delle Leggi Fondamentali di Israele
In questo contesto, sono categorizzate come leggi fondamentali:
| Anno di approvazione       | Legge Fondamentale                            | Descrizione |
| -------------------------- | --------------------------------------------- | --- |
| 1958 (aggiornata nel 1987) | Legge Fondamentale: La Knesset                | Descrive le funzioni legislative del parlamento dello stato. |
| 1960                       | Legge Fondamentale: Territori israeliani      | Assicura che i territori statali, definiti nei confini e nella loro natura, restino beni pubblici. |
| 1964                       | Legge Fondamentale: Il Presidente dello Stato | Descrive lo status, l’elezione, i criteri di eleggibilità, i poteri e le procedure del Presidente dello Stato. |
| 1968                       | Legge Fondamentale: Il Governo                | Abrogata dalla Legge del 1992, poi ripristinata, con alcuni emendamenti nel 2001. |
| 1975                       | Legge Fondamentale: L’Economia Statale        | Regola i pagamenti fatti dallo e verso lo stato, conferendo anche esplicitamente a quest’ultimo il potere di coniazione. |
| 1976                       | Legge Fondamentale: L’Esercito                | Rinforza le basi costituzionali e legali per l’operazione delle Forze di difesa israeliane, subordinando quest’ultime al governo, determinando le procedure di arruolamento e vietando l’istituzione e/o il mantenimento di ulteriori forze militari. |
| 1980                       | Legge Fondamentale: Gerusalemme               | Determina lo status di Gerusalemme in quanto capitale di Israele, assicurandone l’integrità e l’unità, emanando disposizioni in merito ai luoghi sacri, conferendo diritti ai membri di tutte le religioni e garantendo preferenze speciali nei riguardi dello sviluppo urbano. |
| 1984                       | Legge Fondamentale: La Magistratura           | Regola l’autorità, le istituzioni, i princìpi di indipendenza, la trasparenza, la nomina, i criteri di eleggibilità ed i poteri della magistratura. |
| 1988                       | Legge Fondamentale: Il Controllore di Stato   | Regola i poteri, i compiti ed i doveri del supervisore degli organi governativi, dei ministri, delle istituzioni, delle autorità, delle agenzie e delle figure operanti per conto dello stato. |
| 1992                       | Legge Fondamentale: Dignità umana e Libertà   | Dichiara che i diritti umani in Israele sono basati sul riconoscimento del valore dell’uomo, sulla inviolabilità della vita e sulla sua libertà, definendo quest’ultima come il diritto di entrare ed uscire dal paese, il diritto alla privacy (inclusi i discorsi, gli scritti e le note), il diritto alla riservatezza e la protezione da perquisizioni illecite del domicilio e della persona, riservando alla legge ordinaria le limitate eccezioni. In aggiunta, la legge prevede protezioni contro le disposizioni emanate durante uno stato di emergenza. |
| 1994                       | Legge Fondamentale: Libertà di occupazione    | Garantisce ad ogni cittadino israeliano o residente nel paese il diritto di "impegnarsi liberamente in ogni occupazione, professione, o commercio", riservando alla legge ordinaria le limitate eccezioni. In aggiunta, la legge prevede protezioni sulla permanenza degli individui e contro le disposizioni emanate durante uno stato di emergenza. |
| 2001                       | Legge Fondamentale: Il Governo                | Abroga l’omonima legge del 1992, riguardo l’elezione diretta del Primo ministro (Premierato), ripristinando la precedente legge del 1968 con alcuni emendamenti (Democrazia parlamentare). |
| 2014                       | Legge Fondamentale: Il Referendum             | Stabilisce la necessità, qualora il Governo adotti una decisione o stipuli un trattato internazionale sulla materia, che le leggi, la giurisdizione e l’autorità amministrativa dello Stato di Israele possono smettere di essere applicati ad una determinata area geografica solo se o una maggioranza qualificata di 80 rappresentanti l’ha approvata o, se solo la maggioranza assoluta l’ha approvata, anche un referendum l’ha fatto, alludendo dunque, oltre al territorio riconosciuto israeliano, anche a quello internazionalmente disputato, ma riconosciuto in patria (ossia Gerusalemme Est, Alture del Golan ed i territori oltre la Linea verde del 1949). |
| 2018                       | Legge Fondamentale: Lo Stato-Nazione          | Definisce Israele come lo stato nazionale del popolo ebraico, dichiarando per quest’ultimo l’unica rivendicazione ed autodeterminazione nello stato, definendo l’ebraico la lingua ufficiale e fornendo all’arabo uno status speciale. Infine, definisce ulteriormente i simboli, le festività ed il calendario nazionale. |